# Lekići
Lekići (en serbe cyrillique : Лекићи) est un village de l'est du Monténégro, dans la municipalité de Podgorica.

## Démographie

### Évolution historique de la population
| 1948 | 1953 | 1961 | 1971 | 1981 | 1991 | 2003 |
| ---- | ---- | ---- | ---- | ---- | ---- | ---- |
| 133  | 129  | 163  | 140  | 157  | 189  | 196  |